# Neopelta plinthosellina
Neopelta plinthosellina är en svampdjursart som beskrevs av Claude Lévi 1988. Neopelta plinthosellina ingår i släktet Neopelta och familjen Neopeltidae.
Artens utbredningsområde är havet kring Nya Kaledonien. Inga underarter finns listade i Catalogue of Life.